# Gelbgrüner Frauenmantel

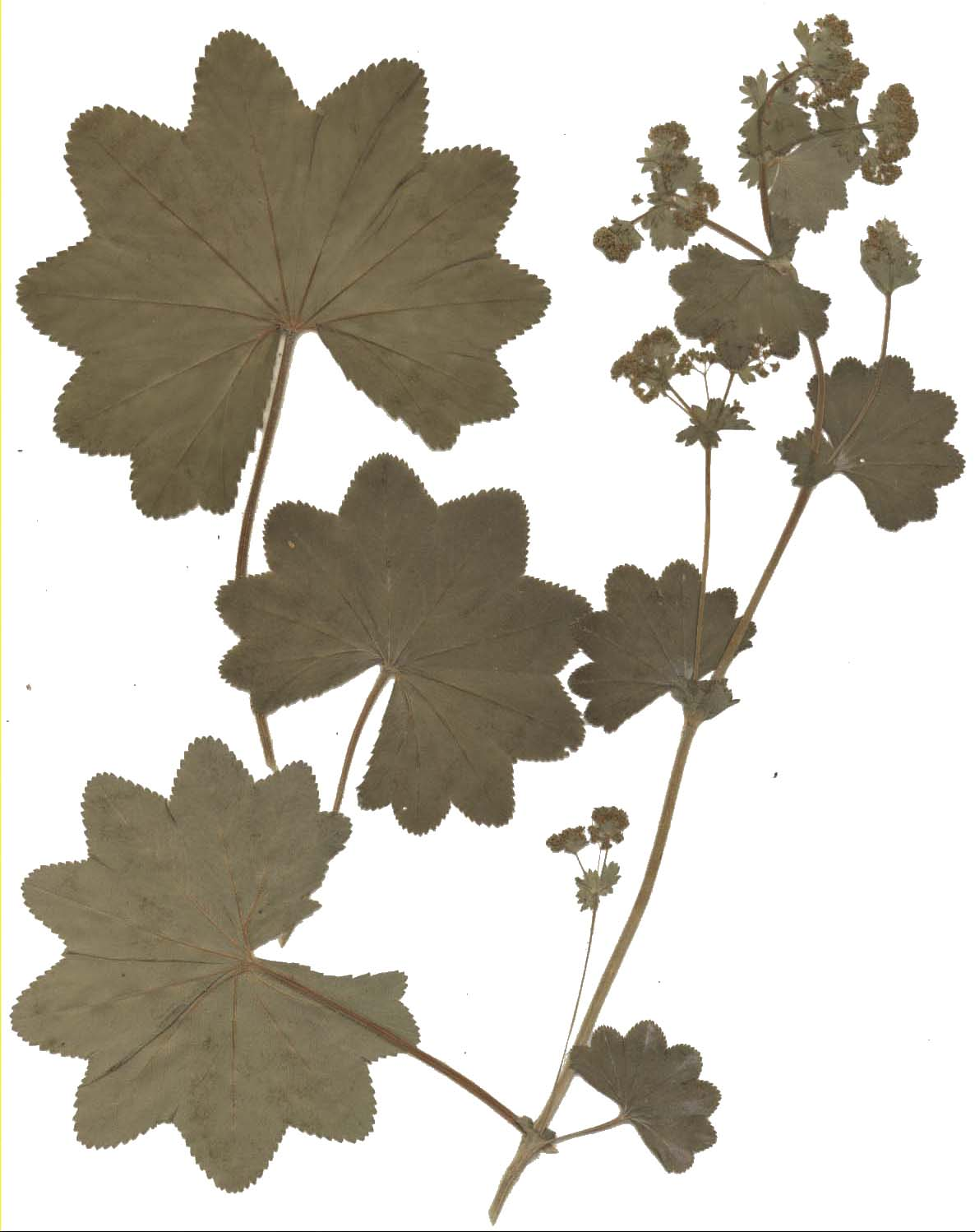
Herbarbeleg

Der Gelbgrüne Frauenmantel (Alchemilla xanthochlora) ist eine zu den Rosengewächsen (Rosaceae) zählende, im Großteil Europas heimische Art. Innerhalb der Gattung Frauenmantel (Alchemilla) wird sie in die Sektion Alchemilla sect. Alchemilla gestellt.

## Beschreibung
Der Gelbgrüne Frauenmantel ist eine mittelgroße bis sehr große Frauenmantel-Art. Er ist ziemlich steif und selten rot gefärbt. Die Hauptachse ist 5 bis 15 Millimeter dick. Der Gelbgrüne Frauenmantel kann bis zu 7 Jahre alt werden.
Die Primärblätter sind 3- bis 5-lappig. Die Grundblattspreiten sind nieren- bis kreisförmig, 5 bis 20 Zentimeter breit, 270 bis 370° umfassend, leicht trichterig bis flach, selten wellig und dünn. Sie sind lange gelbgrün, verfärben sich aber auf der Oberseite zuletzt hell blaugrün. Auf selten ab 10, meist 20 bis 33 % des Radius ist die Grundblattspreite in 9 bis 11 seichtbogig-trapezförmige bis kurz parabelförmige, abgerundete und gestutzte Lappen geteilt. Die Endlappen haben eine Breite von 30 bis 45°, 17 bis 27 relativ gleiche Zähne und sind auf 0 bis 17 % (= 0 bis 2 Millimeter) ungezähnt. Die Zähne sind breit dreieckig bis halbeiförmig, meist treppenförmig und mittels rechtwinkliger Buchten voneinander getrennt, spitz, meist 1 bis 2, selten bis 3 Millimeter lang (entspricht 2 bis 6 % des Radius der Spreite), 1 bis 5 Millimeter breit und 0,4- bis 1-mal so lang wie breit. Die Blattspreite ist auf ihrer Oberseite oder auf den Zähnen kahl. Es kommt selten vor, dass bei einigen Blättern eine spärliche Behaarung auf der Oberseite vorhanden ist. Die Spreitenunterseite ist ziemlich dicht bis locker behaart, Rand und Nerven nur selten. Die Blattstiele sind 1,5 bis 3 Millimeter dick und weisen eine flache Innenseite auf. Sie sind ziemlich dicht und weich behaart, ihre Haare stehen um 60 bis 90° ab. Die Nebenblätter sind bis 60 Millimeter lang, was 6 bis 10 % der Stängellänge entspricht. Sie sind kaum grünspitzig und schnell braun vertrocknend. Ihre Öhrchen sind abgerundet bis spitz. Es sind 3 bis 9 kleine, gleichmäßige Zähne vorhanden. Am Stielansatz sind die Nebenblätter 1 bis 10 Millimeter verwachsen, bei Kleinpflanzen können sie selten auch frei sein. Der Tuteneinschnitt ist 1 bis 4 Millimeter tief. Der Blattansatz ist fünfnervig. Der Stängel ist aufrecht bis kurz aufsteigend, 15 bis 90 Zentimeter lang und 1,5- bis 3-mal so lang wie die Blattstiele. Er ist wie die Blattstiele auf 80 bis 100 % seiner Länge behaart. Die obersten Stängelblätter weisen 7- bis 12-zähnige, abgerundete Lappen auf.
Der Blütenstand ist ziemlich dicht und 6 bis 15 Zentimeter breit. Die Blütenstiele sind meist 0,6 bis 1,5, selten bis 2,3 Millimeter lang und zuletzt spreizend. Die untersten sind selten behaart. Die Blüten sind gelbgrün bis gelb, 1,5 bis 3 Millimeter lang und 2,5 bis 4 Millimeter breit. Der Kelchbecher ist kreiselförmig-glockig bis kugelig, oben gleich breit und unten kurz zugespitzt oder rund. Der Stielansatz ist vorgezogen. Oft sind einige der Kelchbecher spärlich behaart. Die Kelchblätter sind dreieckig bis halb-eiförmig, 1- bis 1,5-mal so lang wie breit, meist spitz und höchstens spärlich behaart. Zuletzt sind sie spreizend bis aufrechtspreizend und 0,6- bis 1-mal so lang wie der Kelchbecher. Die Außenkelchblätter sind selten lineal-lanzettlich, meist ei-lanzettlich bis herz-eiförmig, selten einnervig und spitz. Sie sind zuletzt weit spreizend, 0,6- bis 1-mal so lang wie der Kelchbecher und 0,6- bis 1-mal, selten 2-mal so lang wie die Kelchblätter und 0,2- bis 0,7-mal, selten bis 0,8-mal so breit wie die Breite der Kelchblätter. Die Staubfäden sind an ihrem Grund etwas breiter. Die Narbe ist halbkugelig bis linsenförmig. Sehr selten kann sie hakig sein. Die Nüsschen ragen auf ungefähr einem Drittel ihrer Länge heraus.
Die Chromosomenzahl beträgt 2n = 103 oder 2n = 105.

## Verbreitung
Das Areal des Gelbgrünen Frauenmantels reicht von Zentral- und Nordspanien über Frankreich, Italien (bis Lukanien) und die Britischen Inseln bis nach Süd-Fennoskandien, Lettland, Litauen und Ost-Polen im Nordosten, sowie in die Ost-Karpaten und auf dem Balkan bis Griechenland im Südosten. In Nordamerika (Massachusetts, Nova Scotia) und Südost-Australien wurde die Art eingebürgert.
In Mitteleuropa ist die Art im Gebirge verbreitet, im Flachland dagegen aber eher selten.

## Lebensraum
Der Gelbgrüne Frauenmantel wächst an Bachufern und Gräben, in Gebüschen, auf frischen bis feuchten Wiesen, an Böschungen und auf montanen bis alpinen Weiden. Der Boden ist frisch bis rieselnass, lehmig bis sandig, kalkfrei bis kalk- oder basenreich, humos und nährstoffreich. In den Alpen tritt die Art oberhalb des Hochjochhospiz bei 2800 Meter und in den Ötztaler Alpen auf Weiden in 2500 Meter auf. Im Flachland wächst sie bis in Meereshöhe.
Die Art ist überwiegend im Verband Polygono-Trisetion anzutreffen, aber auch in Wiesen mit geringerer Nährstoffversorgung wie Meo-Festucetum mit Übergang zum Violion caninae. Weiters wächst sie in Kohldistelwiesen (Calthion), Hochstaudenfluren (Adenostylion), Eriophorion latifolii und Molinion. In regenreichen Gebieten kann sie auch auf Böden mit hohem Stickstoffgehalt in Agropyro-Rumicion und Rumicion alpini angetroffen werden, sonst fehlt sie bei starker Düngung.

## Pharmakologische Anwendungen
Das Frauenmantelkraut (Alchemillae herba), womit auch Spitzlappiger Frauenmantel gemeint sein kann, wird als Teedroge eingesetzt. Es handelt sich dabei um die getrockneten oberirdischen Teile der Pflanze. Wirkstoffe sind: Gerbstoffe (6–8 %), darunter überwiegend Ellagitannine wie Agrimoniin, Pedunculagin und Laevigatin, daneben auch Gallotannine und Flavonoide. Die Pflanze ist in der Volksmedizin als Mittel bei „Frauenleiden“ bekannt. Sie wird innerlich und äußerlich eingesetzt bei schmerzhafter Periodenblutung sowie Ausfluss und Beschwerden in den Wechseljahren. Die bisher gefundenen Inhaltsstoffe können aber keine Erklärung für die oben genannten Indikationen geben. Deshalb vermutet man, dass diese aus der Signaturenlehre abgeleitet wurden. Leichte krampflösende und adstringierende Wirkungen konnten jedoch festgestellt werden und sind wohl auf den hohen Gerbstoffgehalt zurückzuführen. Damit ist die Anwendung bei Darmkatarrhen, als entzündungswidriges Gurgelwasser sowie als Wundheilmittel begründbar. Homöopathische Zubereitungen wurden bei chronischem Durchfall infolge von Lebererkrankungen und bei Weißfluss gegeben.